# Phénomène entoptique

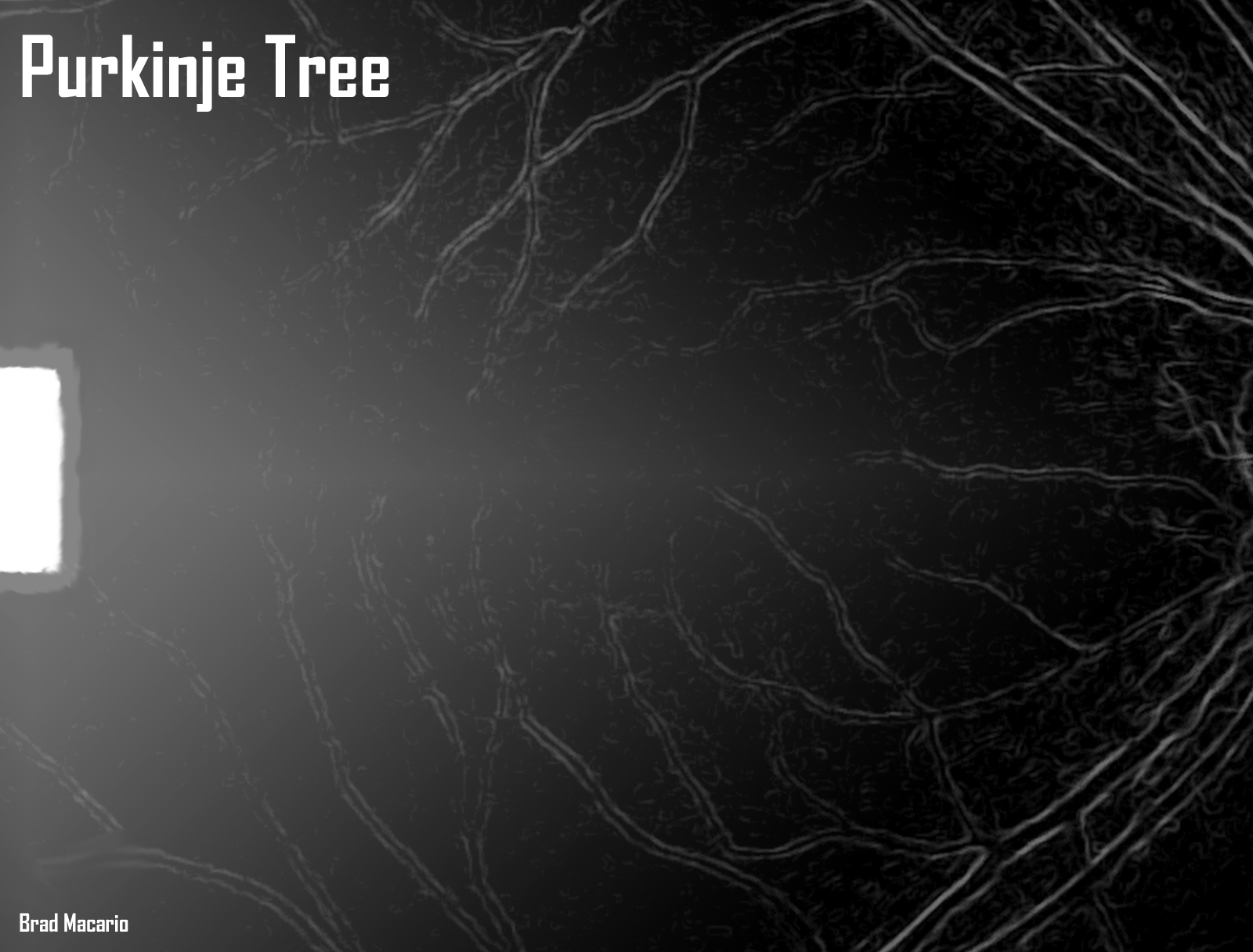
Les phénomènes entoptiques dans l’œil.

Les phénomènes entoptiques sont des effets visuels dont la source est dans l’œil lui-même.

## Définition et histoire
Selon la définition d’Helmholtz :
« Dans certaines circonstances, la lumière entrante dans l’œil peut rendre visibles certains objets dans l’œil lui-même. Ces observations sont qualifiées d’entoptiques »
Les phénomènes entoptiques sont différents des illusions d’optique, qui sont des effets de perception liés à l’interprétation faite par le cerveau. La plupart des phénomènes entoptiques ont une cause physiologique directe et connue. Cependant, comme les illusions d’optique ou les hallucinations, l’observateur d’un phénomène entoptique ne peut donner aux autres une vue directe de ce qu’il perçoit. Helmholtz a notamment décrit ces phénomènes qui pouvaient être facilement vus par certains observateurs, ou restaient totalement invisibles pour d’autres. Dans les années 1920, certains théosophistes, ignorant  l’explication physiologique, soutinrent que les taches mobiles visibles dans le « Fond bleu » étaient des « globules de vitalité » liés au concept de prāna dans le yoga.

## Exemples de phénomènes entoptiques
Parmi les phénomènes entoptiques, l’on pourra citer :
- La myodésopsie, aussi connue sous les appellations de corps flottants ou mouches volantes. Elle correspond à l’observation de particules microscopiques flottant dans le corps vitré. Elles sont facilement observables en regardant un fond clair uni.

- Le phénomène entoptique du fond bleu qui correspond à l’apparition de petits points brillants, se déplaçant rapidement en lignes ondulantes dans le champ visuel. Ce phénomène est beaucoup plus apparent en regardant un fond de pure lumière bleue (comme un ciel bleu). Il est causé par des leucocytes se déplaçant dans les capillaires situés devant à la rétine.

- Les brosses d'Haidinger sont un phénomène entoptique léger, où l’on peut distinguer un motif bleu et jaune caractéristique. Il est associé à l’observation d’une lumière polarisée[3]. On peut notamment facilement l’observer sur un écran LCD. (Voir l’article anglais ‘Haidinger's brush” pour plus de précisions).

- L’image du réseau vasculaire est une image des vaisseaux sanguins de la rétine de l’œil de l’observateur. Elle peut être observée en éclairant à l’aide d’une lampe torche la sclère (ou blanc de l’œil) dans une pièce sombre. L’image des vaisseaux sanguins de la rétine est normalement invisible à cause du phénomène d’adaptation oculaire. L’angle inhabituel projette l’image sur des portions inadaptées de la rétine. À moins que la lumière ne se déplace, l’image disparaît dans la seconde. Si la lumière est déplacée à environ 1 Hz, le phénomène d’adaptation est contré, et une image claire peut être observée de façon prolongée. L’image du réseau vasculaire est souvent observée par les patients pendant un examen ophtalmologique quand le médecin utilise un ophtalmoscope. Dans la procédure de réglage de l’instrument pour que le médecin puisse examiner les vaisseaux sanguins via la pupille, la lumière de l’instrument passe souvent brièvement sur la sclère, ce qui donne incidemment un bref aperçu du réseau vasculaire au patient.

- Les phosphènes sont une perception de lumière sans qu’une réelle source lumineuse externe en soit la cause. Les phosphènes peuvent, par exemple, être causés par une légère pression appliquée sur les yeux clos.

- Les images de Purkinje sont des réflexions d’objets sur l’intérieur des yeux. Par exemple, une source de lumière ponctuelle dans une pièce sombre peut être observée directement mais aussi d’une façon atténuée par réflexion, probablement par une réflexion sur la surface antérieure de la lentille et réfléchie à nouveau vers l’œil par l’arrière de la surface de la cornée. Parfois une réflexion encore plus faible peut-être observée, probablement d’une lumière réfléchie depuis la surface arrière de la lentille vers l’œil et réfléchie à nouveau vers l’œil par la cornée ou la surface antérieure de la lentille. [citation nécessaire]

- L'eigengrau (« gris intrinsèque »), couleur vue par l'œil humain dans l'obscurité totale.

### Phénomène pseudo-entoptique
Un phénomène qui peut-être qualifié d’entoptique, si l’on considère les cils comme partie intégrante de l’œil, est l’observation de la lumière diffractée au travers des cils. Le phénomène apparaît comme un ou plusieurs disques lumineux traversés par des lignes sombres et floues (l’ombre des cils) présentant chacun des franges de couleurs du spectre visible. La forme en disque est produite par l’ouverture circulaire de la pupille.